# Origanum
Род Origanum обухвата око 30 врста ароматичних зељастих биљака из породице Lamiaceae, које самоникло расту у Европи и на Медитерану. У овај род спадају и неке од напознатијих зачинских биљака као што су оригано и мајоран, али и позната лековита врста вранилова трава -.

## Одабране врсте
- – мајоран
- – вранилова трава